# Markus Roth (Historiker)
Markus Roth  (* 1972) ist ein deutscher Historiker und Sachbuchautor. Er ist wissenschaftlicher Mitarbeiter am Fritz Bauer Institut.

## Leben
Markus Roth studierte von 1995 bis 2001 Germanistik, Westslawische Philologie (Polnisch) und Neuere und Neueste Geschichte an der Wilhelms-Universität Münster. Es folgten Tätigkeiten von 2001 bis 2002 als Lehrkraft für polnisch-deutsche Übersetzungen und von 2000 bis 2002 als Lehrkraft für Deutsch als Fremdsprache in Münster. Im September 2008 erhielt Roth einen Rechercheauftrag der Historikerkommission für die Geschichte des Auswärtigen Amtes. Im Dezember 2008 erfolgte seine Promotion an der Friedrich-Schiller-Universität Jena mit einer Arbeit zum Thema Herrenmenschen. Die deutschen Kreishauptleute im besetzten Polen – Karrierewege, Herrschaftspraxis und Nachgeschichte. Von August 2008 bis zum Juni 2012 war Roth als wissenschaftlicher Mitarbeiter am Herder-Institut Marburg tätig. Es folgte von 2012 bis 2015 eine Aufgabe als wissenschaftlicher Mitarbeiter im Projekt „GeoBib. Frühe deutsch- bzw. polnischsprachige Holocaust- und Lagerliteratur (1933–1949) – annotierte und georeferenzierte Online-Bibliografie zur Erforschung von Erinnerungsnarrativen“. Von 2010 bis 2020 war Roth stellvertretender Leiter der Arbeitsstelle Holocaustliteratur der Justus-Liebig-Universität Gießen, von 2016 bis 2020 zudem auch Geschäftsführer. Seit dem 1. Juli 2020 arbeitet er als wissenschaftlicher Mitarbeiter im Fritz Bauer Institut zur Geschichte und Wirkung des Holocaust in Frankfurt am Main. Dort betreut er auch die Instituts-Zeitschrift Einsicht. Bulletin des Fritz Bauer Instituts als Redakteur. Zudem ist Mitherausgeber der Reihe Studien und Dokumente zur Holocaust- und Lagerliteratur, die im Berliner Metropol Verlag erscheint.
Im Juni 2017 konnte Roth in der Tageszeitung taz belegen, dass der Journalist und Autor Stefan Aust in seiner Biografie über Konrad Heiden viele Textpassagen nahezu wörtlich von Heiden übernommen hat, ohne dies kenntlich zu machen.

## Aktivitäten
- Vorstandsmitglied des Fördervereins der Arbeitsstelle Holocaustliteratur
- Mitglied der Kempowski-Gesellschaft

## Schriften (Auswahl)
- Theater nach Auschwitz: George Taboris „Die Kannibalen“ im Kontext der Holocaust-Debatten. Peter Lang Frankfurt a. M. u. a. 2003, ISBN 978-3-631-50611-0.
- Herrenmenschen. Die deutschen Kreishauptleute im besetzten Polen. Karrierewege, Herrschaftspraxis und Nachgeschichte. Wallstein Verlag, Göttingen 2009, ISBN 978-3-8353-0477-2.
- (mit Andrea Löw): Juden in Krakau unter deutscher Besatzung 1939–1945. Wallstein Verlag, Göttingen 2011 (poln. Übersetzung: Krakowscy Żydzi pod okupacją mèmiecką 1939–1945. Krakau 2014.), ISBN 978-3-8353-0869-5.
- (mit Annalena Schmidt): Judenmord in Ostrów Mazowiecka. Tat und Ahndung. Metropol Verlag, Berlin 2013, ISBN 978-3-86331-120-9.
- (mit Andrea Löw): Das Warschauer Getto. Alltag und Widerstand im Angesicht der Vernichtung. C.H. Beck Verlag, München 2013, ISBN 978-3-406-64533-4.
- Konrad Heiden (1901–1966) – Annäherungen an Leben und Werk. In  Konrad Heiden: Eine Nacht im November 1938. Ein zeitgenössischer Bericht. Hg. v. Markus Roth, Sascha Feuchert und Christiane Weber. Wallstein, Göttingen 2013, ISBN 978-3-8353-1349-1.
- Ihr wißt, wollt es aber nicht wissen: Verfolgung, Terror und Widerstand im Dritten Reich. C.H. Beck, München 2015, ISBN 3-406-6751-74.
- (mit Frank Beer) Von der letzten Zerstörung. Die Zeitschrift „Fun letstn churbn“ der Jüdischen Historischen Kommission in München 1946–1948. Metropol Verlag, Berlin 2020, ISBN 978-3-86331-557-3.
- Holocaust: Die 101 wichtigsten Fragen, C.H. Beck, München 2021, ISBN 978-3-406-77737-0.